# Falęcin (Płock)
Pour les articles homonymes, voir Falęcin.
Falęcin (prononciation : [faˈlɛnt͡ɕin]) est un village polonais de la gmina de Staroźreby dans le powiat de Płock de la voïvodie de Mazovie dans le centre-est de la Pologne.
Il se situe à environ 11 km à l'est de Staroźreby (siège de la gmina), 31 km à l'est de Płock (siège du powiat) et à 74 km au nord-ouest de Varsovie (capitale de la Pologne).
Le village compte approximativement une population de 100 habitants en 2006.

## Histoire
De 1975 à 1998, le village appartenait administrativement à la voïvodie de Płock.